# Elsa Bernstein
Pour les articles homonymes, voir Bernstein.
Elsa Porges épouse Bernstein (née le 28 octobre 1866 à Vienne, morte le 12 juillet 1949 à Hambourg-Eimsbüttel) est une écrivaine allemande sous le nom d’Ernst Rosmer.

## Biographie
Elsa Porges est la fille de Wilhelmine Merores (1842-1915) et du critique musical Heinrich Porges, qui est invité à Munich par le roi Louis II peu après la naissance d'Elsa. Les deux parents sont originaires de Prague. Elle grandit à Munich, dans le milieu artistique autour de Richard Wagner. La famille se convertit du judaïsme au christianisme et est baptisée protestante à Munich. Porges est actrice pendant une courte période. À seize ans, elle apparaît dans des rôles très mineurs au Théâtre municipal de Magdebourg. En 1884, elle est engagée au théâtre de Brunswick et entre 1884 et 1886, elle apparaît dans un total de 37 rôles. En raison de sa grave maladie oculaire et du risque de devenir aveugle, elle  doit mettre fin prématurément à sa carrière d'actrice et retourne à Munich. En 1890, elle épouse l'avocat et écrivain Max Bernstein et ils ont deux enfants. Elle commence à écrire ses propres drames en 1891, qu'elle publie sous le pseudonyme d'Ernst Rosmer. Elle dirige avec son mari un salon artistique et littéraire qu'elle doit fermer en 1939.
Entre 1892 et 1910, Elsa Bernstein publie 14 drames et écrit des nouvelles et des poèmes. Ses œuvres sont pour la plupart attribuées à la tendance du naturalisme, mais elles contiennent un large pluralisme stylistique. Elle reçoit à la fois des éloges et des désapprobations pour les critiques contenues dans ses œuvres à l'égard des valeurs et des normes de la société wilhelministe.
Son pseudonyme est révélé très tôt par le critique de théâtre Paul Schlenther. En 1893, il révèle son vrai nom dans l'une des premières critiques de son drame Dämmerung dans Magazin für Literatur. Néanmoins, elle continue à publier ses œuvres sous le nom d'Ernst Rosmer. Pendant le nazisme, sa pièce adaptée en opéra Königskinder est imprimée jusqu'en 1942 et interprétée jusqu'en 1943.  Le pseudonyme protège la pièce de la destruction pendant un certain temps.
Bernstein refuse la possibilité d'émigrer aux États-Unis en 1941, parce que sa sœur Gabriele n'avait pas reçu de permis d'entrée. En raison de ses origines juives, elle est déportée au camp de concentration de Dachau le 25 juin 1942 puis  en novembre au ghetto de Theresienstadt avec sa sœur Gabriele, en se prévalant de son amitié avec Elsa Bruckmann et Winifred Wagner. Gabriele Porges périt dans le ghetto de Theresienstadt. Elsa Bernstein est hébergée à Theresienstadt avec le statut A-Prominent dans la Prominentenhaus. Elle est libérée début mai 1945.
À sa libération, Bernstein s'installe chez sa fille Eva à Hambourg, où elle meurt en 1949. Elle est enterrée dans la tombe de son père au cimetière de l'Est de Munich (Tombe M-li-94).

## Œuvre
Pièces de théâtre
- Dämmerung. Schauspiel in fünf Akten (drame, 1893).
- Wir Drei (drame, 1893)
- Königskinder (drame, adapté en opéra par Engelbert Humperdinck, 1895)
- Tedeum (comédie, 1896)
- Themistokles (tragédie, 1897)
- Merete (1902)
- Dagny (drame, 1904)
- Johannes Herkner (comédie, 1904)
- Nausikaa (tragédie, 1906)
- Maria Arndt (drame, 1908)
- Die Freundinnen (comédie, 1909)
- Achill (tragédie, 1910)
- Ehe (drame, 1914)
- Johannes Kepler (drame, 1926)

Prose
- Madonna (nouvelles, 1894)
- Der Bauer und das Prinzeßchen (conte, 1895)
- Die alte Frau (nouvelle, 1926)

Poésie
- Erblindend (1891)
- Es war einmal (1896)
- Herbstfäden (1898)
- Die Rose (1892)
- Mutter Maria. Totengedicht in fünf Wandlungen (1900)
- August-Mittag (1906)
- April (1911)
- Der deutsche Sieg (1914)
- England (1914)
- Dem Führer (1945)